# Stan Lay
Stan Lay (ur. 27 lipca 1906 w New Plymouth, zm. 12 maja 2003 tamże) – nowozelandzki lekkoatleta, który specjalizował się w rzucie oszczepem.
W 1928 startował w igrzyskach olimpijskich - z wynikiem 62,89 zajął 7. miejsce. Dwukrotny medalista igrzysk imperium brytyjskiego: w 1930 zdobył złoty medal, a osiem lat później – w roku 1938 – wywalczył srebrny krążek. W 1950 także startował w zawodach tej rangi – zajął wówczas 6. lokatę. Rekord życiowy: 67,89 (1928).
W roku 2009 został – jako jeden z pierwszej trójki, prócz niego byli to również Peter Burke i Norman Read – przyjęty do nowo utworzonej Taranaki Sports Hall of Fame.